# Elvis Brajković
Elvis Brajković (* 12. Juni 1969 in Rijeka) ist ein ehemaliger kroatischer Fußballspieler auf der Position des Innenverteidigers.

## Leben
Brajković begann seine Karriere als Profifußballspieler 1991 bei seinem Heimatverein HNK Rijeka, bei dem er zunächst bis 1994 unter Vertrag stand und in der letzten Saison seiner ersten Etappe bei diesem Verein, zu dem er noch zweimal (1996 sowie 2001/02) zurückkehren sollte, das Pokalfinale der Saison 1993/94 erreichte. Auf dem Weg dorthin schaltete das Team aus Rijeka im Halbfinale den Hajduk Split aus und unterlag in den Finalspielen, die Brajković in voller Länge bestritt, nur knapp (0:2 und 1:0) gegen Rekordmeister Croatia Zagreb.
Am 16. Dezember 1994 unterzeichnete Brajković einen Vertrag beim TSV 1860 München, für den er in der Rückrunde der Saison 1994/95 sowie die komplette Saison 1995/96 spielte, ehe er im Sommer 1996 nach Rijeka zurückkehrte. Im Frühjahr 1997 spielte Brajković bei Hellas Verona und kehrte für die Saison 1997/98 abermals in seine Heimat zurück, wo er diesmal bei Hajduk Split unter Vertrag stand und Vizemeister hinter Croatia Zagreb wurde.
Anschließend wechselte Brajković in die mexikanische Liga, wo er im Jahr 1999 bei Santos Laguna und im ersten Halbjahr 2000 bei Atlante unter Vertrag stand.
Über den israelischen Verein Hapoel Petach Tikwa, bei dem er in der Saison 2000/01 unter Vertrag stand, kehrte Brajković in seine Heimat zurück, wo er erneut eine Saison (2001/02) für den HNK Rijeka und anschließend für den NK Pomorac Kostrena spielte, mit dem er am Ende der Saison 2002/03 aus der ersten Liga abstieg und zugleich seine aktive Laufbahn beendete.
Zwischen 1994 und 1996 absolvierte Brajković acht Länderspieleinsätze für die kroatische Nationalmannschaft, in denen er zwei Treffer erzielte. Er gehörte auch zum Kader Kroatiens bei der EM 1996, kam dort allerdings nicht zum Einsatz.